# Claude-Jean Allouez
Claude-Jean Allouez (6 juin 1622 - 28 août 1689) est un missionnaire jésuite d'origine française ayant exercé la majeure partie de sa vie comme missionnaire en Nouvelle-France.

## Jeunesse et formation religieuse
Claude Allouez est né le 6 juin 1622 à Saint-Didier, dans la région du Velay en France. En 1639, âgé de 17 ans, il entre au noviciat de Toulouse au sein de l'ordre des jésuites. Entre 1642 et 1645, il étudie la rhétorique au collège des jésuites de Billom puis il enseigne au même endroit entre 1645 et 1651. Il étudie la théologie à Toulouse entre 1641 et 1655. Troisième An de probation à Rodez en 1655-1656, il y est ordonné prêtre et devint ensuite prédicateur à Rodez entre 1656 et 1658.

## Arrivée et premier mandat en Nouvelle-France
Arrivé à Québec le 11 juillet 1658, il étudie d'abord les langues huronne et algonquine. Le 19 septembre 1660, il est nommé supérieur de la résidence des Trois-Rivières et y demeure jusqu'au 5 août 1665.

## Missions dans les pays d'En-Haut

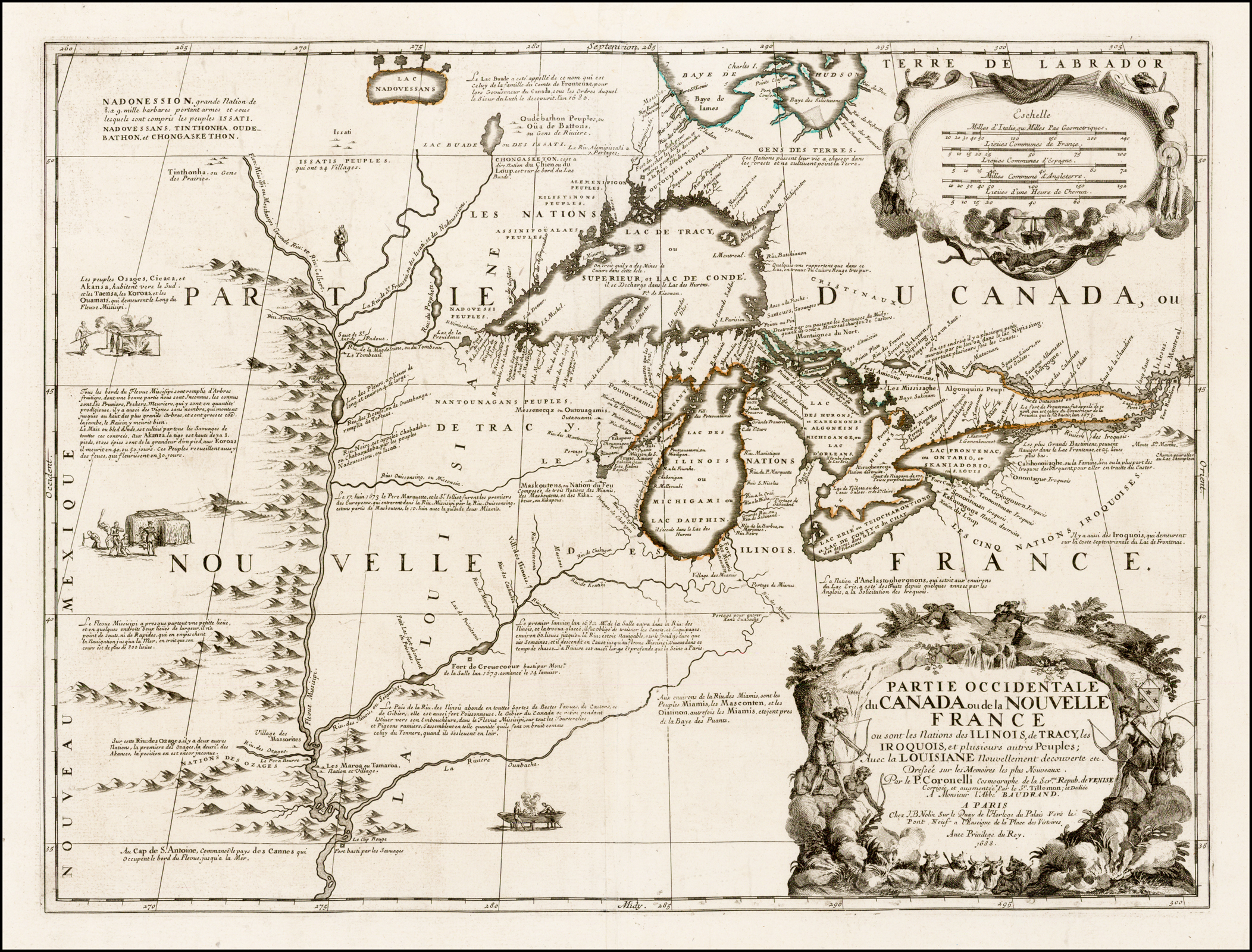
Carte des Pays d'en haut en Nouvelle-France par Vincenzo Coronelli en 1688.

Il part en 1665 vers la région des Grands Lacs pour remplacer le père René Ménard dans ses travaux apostoliques chez les Algonquins de la mission du Saint-Esprit, située près du lac Supérieur dans ce qu'on appelle alors les Pays d'En-Haut.
Il revient à Québec en 1667, et sur le chemin du retour, il identifie un site propice à l'établissement d'une mission sur les rives de la rivière Sainte-Marie entre les lacs Supérieur et Huron. Le futur site de la mission Sainte-Marie, est en effet très fréquenté par les Amérindiens car il s'agit d'un carrefour de communication pour leurs échanges commerciaux.
En 1669, il entreprend un voyage auprès des tribus amérindiennes situées à l'ouest du lac Michigan. Ce voyage lui permet d'identifier un site propice la création d'une nouvelle mission en territoire amérindien, la mission Saint-François-Xavier, qu'il fonde en 1671 en construisant une simple chapelle d'écorce.
Il passe plusieurs années dans la région des Grands Lacs au milieu des fatigues, des privations et des persécutions ; mais il fut aidé par le jésuite français Jacques Gravier. Il eut la consolation personnelle d'avoir apporté la foi, les rites et les coutumes catholiques à plus de vingt différentes nations d'Amérindiens, tout en leur apportant aussi des maladies épidémiques, l'acculturation et le mercantilisme. Le père Allouez est décédé à la mission Saint-Joseph dans la péninsule inférieure du Michigan en juillet 1689, à l'âge de 73 ans,.